# 阿列省科讷
阿列省科讷（法語：Cosne-d'Allier，發音：[kon dalje]），法国中部城市，奥弗涅-罗讷-阿尔卑斯大区阿列省的一个市镇，隶属于蒙吕松区，其市镇面积为25.29平方公里，2022年1月1日时人口数量为2,013人，在法国市镇中排名第5,436位（2022年）。
阿列省科讷位于阿列省西部，欧芒斯河畔，多条公路在此交汇。

## 地名来源
根据当地官方网站的论述，“Cosne”一名出自凯尔特语单词“condate”，意为“汇流”，该名称与当地的河流交汇自然景观有关；“-d'Allier”这一后缀自1914年起成为当地官方名称的一部分。十九世纪时，当地亦曾使用“Cosne-sur-l'oeil”作为官方名称。

## 历史
阿列省科讷的早期历史尚不清楚。根据当地官方网站的论述，阿列省科讷在高卢-罗马时期就已出现人类活动。中世纪时，科讷长期为波旁伯国的一部分，当地的圣马丁教堂及城堡分别于十三和十四世纪建成。法国大革命后，科讷成为阿列省的一个市镇。一条连接科讷的地方铁路于1887年建成通车，后于1950年废弃。
在地方文化研究方面，当地的历史爱好者于1998年创办了“科讷地区记忆”（Mémoire du Pays Cosnois）历史协会。

## 地理

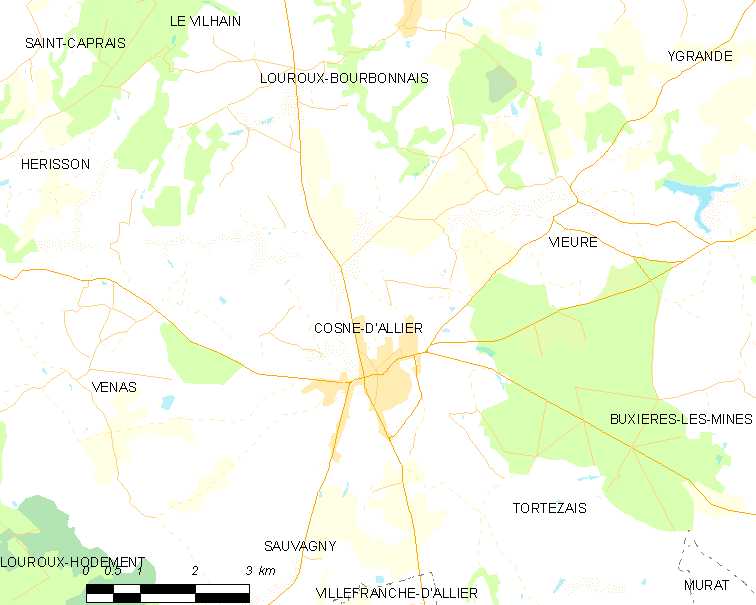
阿列省科讷市镇范围地图

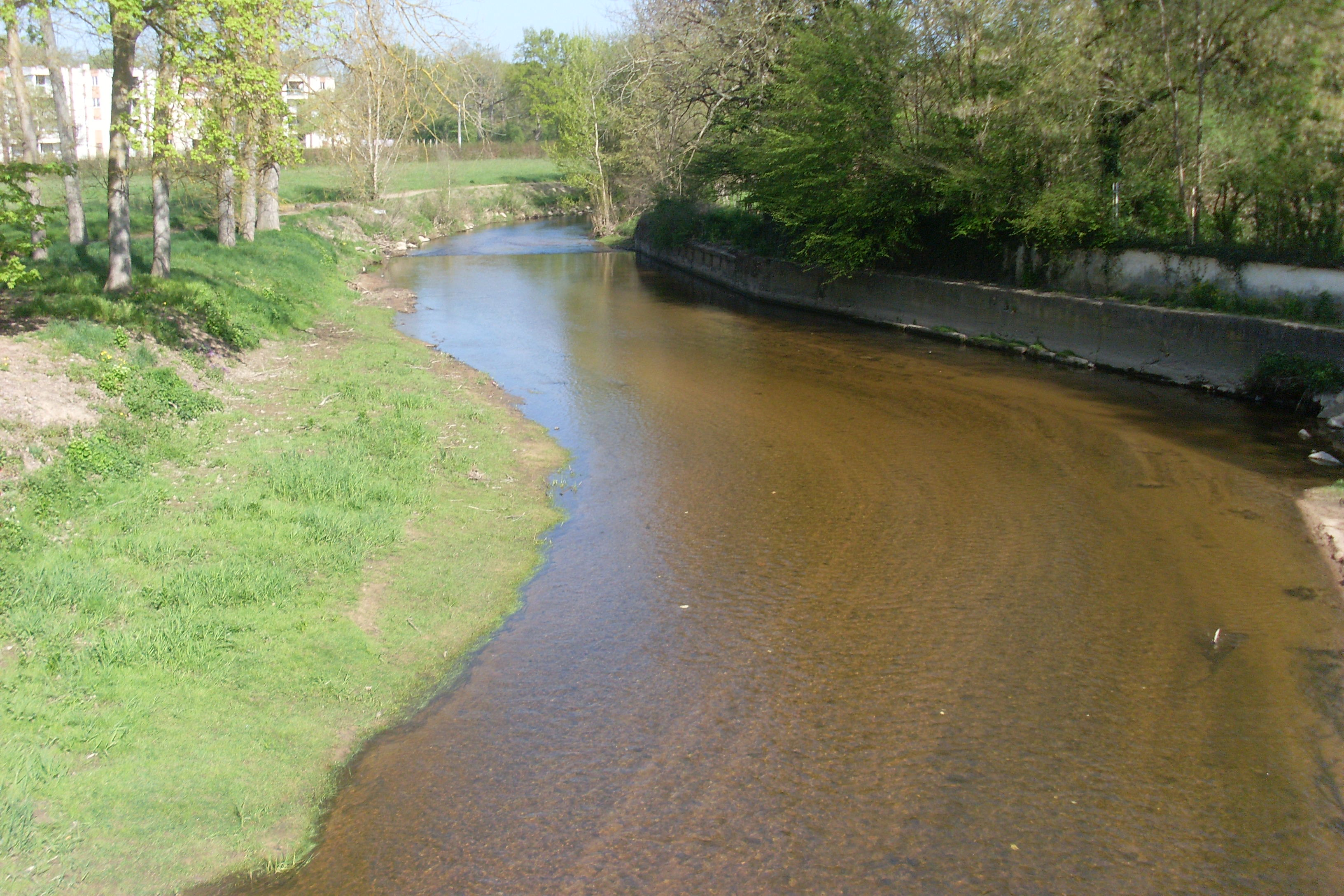
流经阿列省科讷市区旁的厄耶河

阿列省科讷位于法国中部，奥弗涅-罗讷-阿尔卑斯大区西北部和阿列省西部，距离省会穆兰大约42公里。与阿列省科讷接壤的市镇包括：卢鲁布尔博奈、索瓦尼、托尔特宰、韦纳和维约尔。

### 地形
阿列省科讷位于法国中央高原西北部边缘地带，境内以缓丘和平地为主，市镇中心位于一处较为开阔的河谷地带，整体地势较为平坦，西侧略有起伏，全境海拔在217到312米之间。

### 水文
欧芒斯河自东南向西北流经阿列省科讷市镇东界和北部，其左岸支流厄伊河自南向北流经阿列省科讷镇中心西侧并在北侧与其交汇，此外还有邦代河自东向西流经市镇东北侧并在此注入欧芒斯河。

### 植被
阿列省科讷属于温带阔叶混交林区，林地多分布于河流附近及坡地地带，市镇范围东部为德勒耶领地森林（Forêt Domaniale de Dreuille）。
在鲜花城市的评比中，阿列省科讷暂未被评级。

### 自然灾害
阿列省科讷的地震危险度等级为2级，属于低危险；氡辐射等级为3级，属于高危险。1982至2025年5月间，阿列省科讷境内共发生15次有记录的自然灾害，其中7次洪涝，6次干旱。

### 气候
阿列省科讷在柯本气候分类法中属于温带海洋性气候（Cfb）。

## 行政区划
阿列省科讷的市镇编号为03084，邮政编号为03430。
在行政管理方面，阿列省科讷隶属于法国奥弗涅-罗讷-阿尔卑斯大区阿列省蒙吕松区；在地方选举方面，阿列省科讷隶属于于列勒县，其市镇范围全境被划入阿列省第二选区；在社会管理方面，阿列省科讷是科芒特里-蒙马罗-内里市镇公共社区的组成部分。
截至2025年6月，阿列省科讷市镇范围内暂无任何安全优先街区及城市政策优先街区。
法国国家统计与经济研究所（简称“INSEE”）在进行数据统计时，未将阿列省科讷划入任何城市核心区（Unité urbaine）及城市辐射区（Aire d'attraction）。此外，INSEE还将阿列省科讷市镇整体看作一个“块区”（IRIS），以便于统计人口分布情况。

## 交通

### 公路
阿列省省道D11线、D16线、D22线、D57线、D94线和D552线在阿列省科讷境内交汇。奥弗涅-罗讷-阿尔卑斯城际巴士（商业名称为“Cars Région”）下属的B10线和B16线停靠阿列省科讷，可前往穆兰、蒙吕松、比克西耶尔莱米讷等地。
2021年，67.6%的阿列省科讷家庭拥有至少一辆私人汽车。2022年，阿列省科讷境内共发生各类交通事故3起，造成3人重伤。
| 9 | 18 |

| 11 | 23 |

| 穆兰 | 42 |

| 波旁拉尔尚博 | 23 |

| 蒙吕松 | 26 |

| 瓦隆昂叙利 | 21 |

| 蒙马罗 | 21 |

| 塞里伊 | 18 |

### 铁路
距离阿列省科讷最近的运营中的客运铁路车站为20公里外的瓦隆昂叙利站，该站停靠往返于蒙吕松和布尔日一线的区域列车，部分班次可直通维耶尔宗及科芒特里。

### 航空
阿列省科讷距离沙托鲁机场的公路里程大约114公里。

### 城市公共交通
截至2025年6月，阿列省科讷暂无城市公共交通系统。

## 政治

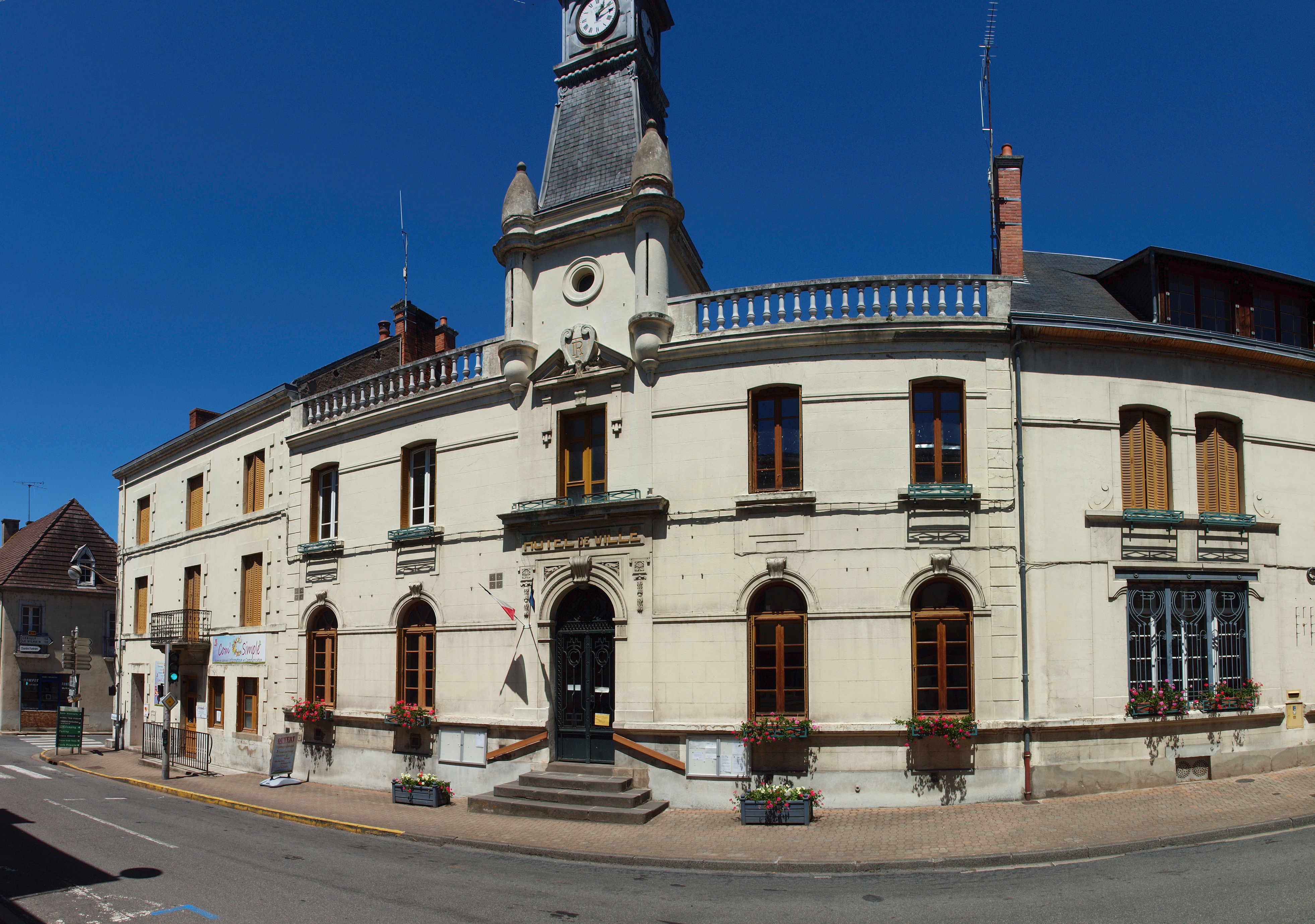
阿列省科讷市政厅

阿列省科讷的现任市长为玛丽·卡雷女士（Marie CARRÉ），她的党籍不详，在2020年的市政选举中获得了62.64%的支持率。
在2022年的法国总统大选的第二轮选举中，法国第25任总统埃马纽埃尔·马克龙在阿列省科讷获得了51.83%的支持率。

## 人口
2022年，阿列省科讷市镇人口数量为2,013，在法国排名第5,436位。其中男性955人，女性1,065人，75岁及以上人口占18.2%，外籍人口数量为55人，人口密度为80人/平方公里，当地居民被称为（男性）或（女性）。2015至2021年间，阿列省科讷的人口增长率为–0.2%。2022年，阿列省科讷境内出生11人，死亡人口41人。
| 阿列省科讷1901年－2022年人口变化情况 |
|                                      |
| 数据来源：Cassini、INSEE             |

## 经济
INSEE于2020年阿列省科讷将划入蒙吕松就业区（Zone d'emploi de Montluçon），并又于2022年将其划入蒙吕松生活区（Bassin de vie de Montluçon）。截至2023年底，阿列省科讷市镇范围内共有活跃企业56家，其中21.4%的员工总数在9人及以下；按照产业分类，当地一、二、三产业占比分别为5.4%、14.3%和80.3%。截至2024年底，阿列省科讷市镇范围内共有各类用人单位（包含自雇）家，比上一年同期新增家；（塑料制品）、（木材加工）及（五金销售）是当地2022年已公布营业额最高的三个企业，分别为7,745,677欧元、2,103,275欧元和960,182欧元。

## 财政与居民收入
2023年，阿列省科讷的财政收入总额为2,493,400欧元，财政支出总额为2,344,900欧元，当年的债务总额为1,498,900欧元。 2023年，阿列省科讷市镇通过增值税获得82,290欧元的收入，此外当地还共获得了271,910欧元的国家直接财政补助。
| 阿列省科讷居民收入情况                           | 阿列省科讷居民收入情况 | 阿列省科讷居民收入情况 | 阿列省科讷居民收入情况 |
| 内容                                             | 阿列省科讷             | 阿列省                 | 法國                   |
| ------------------------------------------------ | ---------------------- | ---------------------- | ---------------------- |
| 居民平均时薪                                     | 13.3欧元（2022年）     | 14.2欧元（2022年）     | 17欧元（2022年）       |
| 高级职员人均时薪                                 | 21.8欧元（2022年）     | 24.6欧元（2022年）     | 29.1欧元（2022年）     |
| 中级职员人均时薪                                 | 14.7欧元（2022年）     | 15.8欧元（2022年）     | 16.6欧元（2022年）     |
| 普通职员人均时薪                                 | 11.8欧元（2022年）     | 11.4欧元（2022年）     | 12.1欧元（2022年）     |
| 工人人均时薪                                     | 12.3欧元（2022年）     | 12.4欧元（2022年）     | 12.5欧元（2022年）     |
| 贫困率                                           | 14%（2021年）          | 16.2%（2021年）        | 14.5%（2021年）        |
| 青壮年（15至64岁）失业率                         | 10.9%（2021年）        | 12.6%（2021年）        | 10.4%（2021年）        |
| 家庭总数                                         | 1,030（2022年）        | 500（2022年）          | 1,160（2022年）        |
| 征税家庭数量占比                                 | 36.7%（2023年）        | 45.3%（2022年）        | 44.8%（2022年）        |
| 家庭年均纳税                                     | 1,639欧元（2023年）    | 2,225欧元（2022年）    | 4,481欧元（2022年）    |
| 资料来源：INSEE、L'Internaute、Le Journal du Net |                        |                        |                        |

## 社会事务

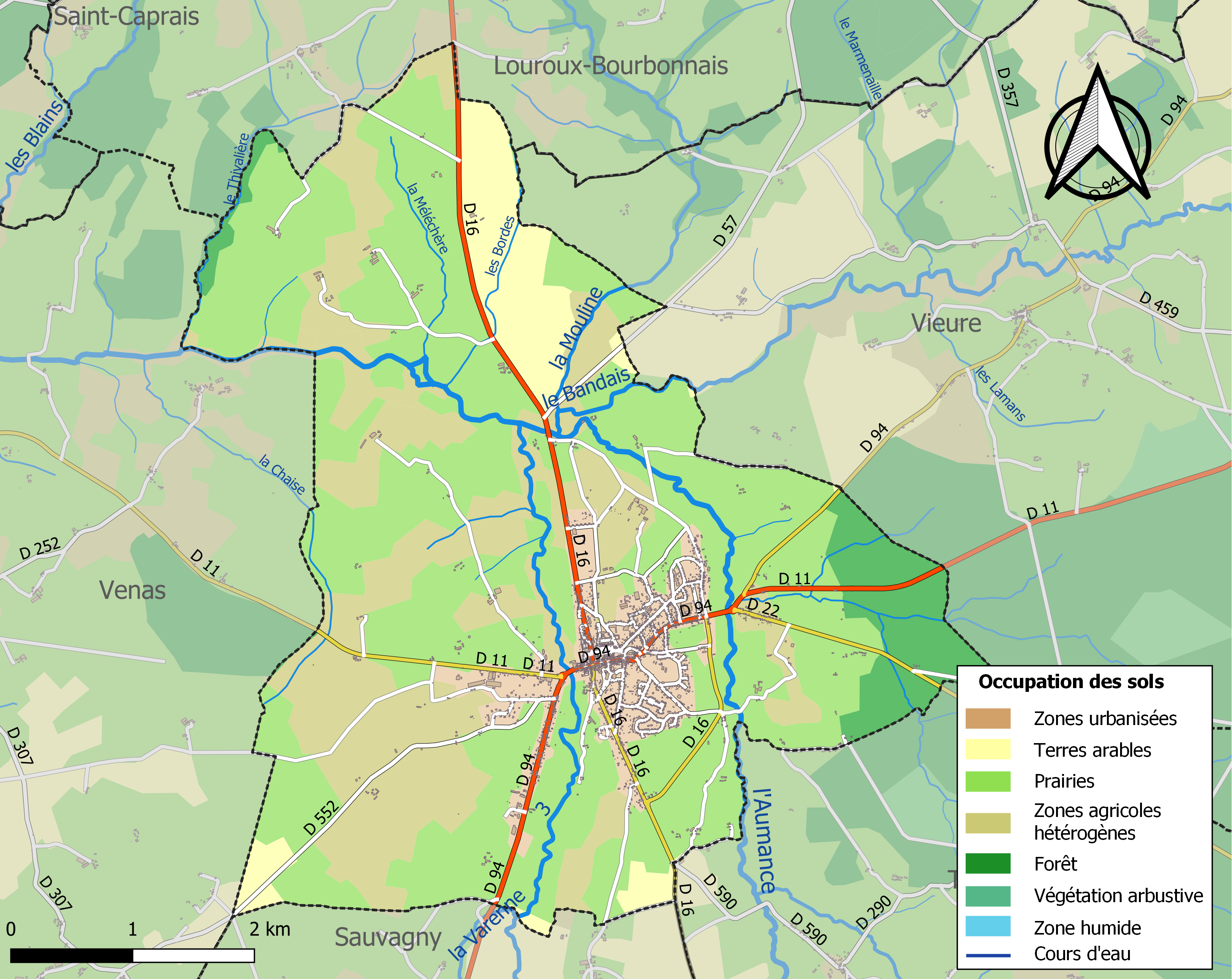
阿列省科讷土地利用情况地图

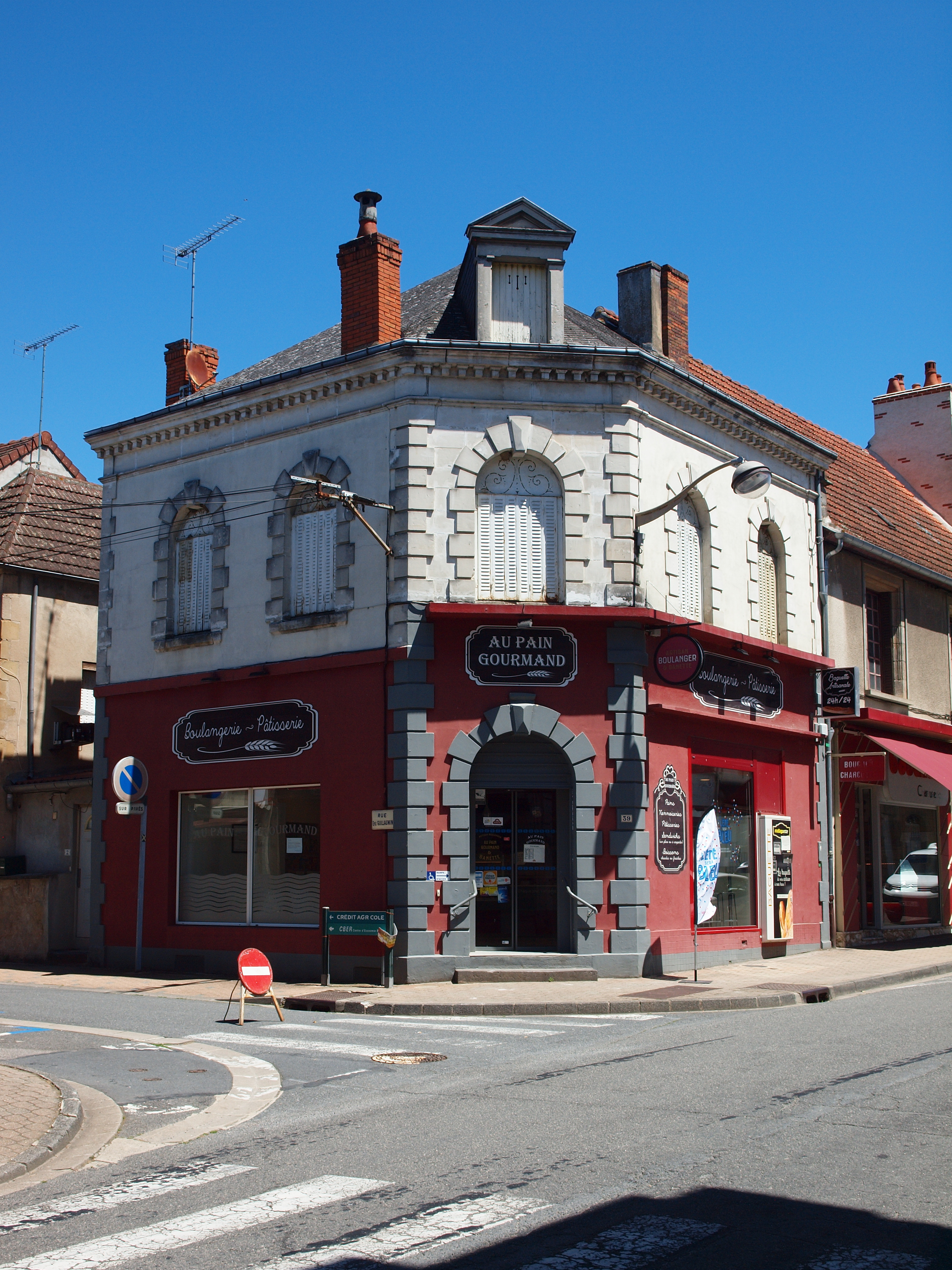
阿列省科讷镇中心的一家商铺

### 教育
阿列省科讷属于克莱蒙费朗学区。截至2023年1月1日，阿列省科讷境内共有1所幼儿园、1所小学和1所初级中学。2022至2023学年度，阿列省科讷境内共有在校中等教育阶段学生209名。

### 医疗
截至2023年1月1日，阿列省科讷境内共有全科医生3名、保健师2名、牙医1名、护士8名、药房1家、养老院1家。
距离阿列省科讷最近的区域性医疗机构为“蒙吕松-内里莱班中心医院”（Centre hospitalier de Montluçon - Néris les Bains），其主病区医院位于蒙吕松市中心东侧，距离阿列省科讷市区的正常车程大约26分钟，该院设有床位619个。

### 住房
2021年，阿列省科讷境内共有各类住房1,317套，其中82.2%为独立式住宅，17.5%为集中式住宅。常住房屋占阿列省科讷市镇范围内居民建筑总量的77.9%。2023年，阿列省科讷的居住税率为24.46%，不动产税率为37.39%（其中空置土地的不动产税率为32.58%）。
在住房保障政策方面，2023年，阿列省科讷境内共有310户家庭获得了家庭津贴补助，受益人数占总人口数量的15.4%，其中145份为房租补助。

### 商业
2021年，阿列省科讷境内共有各类实体商铺51家，其中餐厅4家、大型超市3家、杂货店1家、面包房3家、肉铺1家、书店1家、银行门店1家、美容美发店4家、汽车维修店8家。阿列省科讷镇中心西侧建有一家家乐福和Mr Bricolage超市。

### 体育
2023年，阿列省科讷境内共有1家游泳池、1间体育馆、1座综合体育场、1处网球场以及2处足球或橄榄球场。
截至2025年6月，阿列省科讷境内共有两家注册足球俱乐部。阿列省科讷体育俱乐部（Club Sportif Cosne-d'Allier，编号506253）是当地的代表性足球队，其主队2024至2025赛季参加阿列省足球联赛丙组（法国第九级别），其位于阿列省科讷境内的主场为莱瓦雷讷球场（Stade des Varennes）。

### 环境
阿列省科讷的环境事务由其所属的科芒特里-蒙马罗-内里市镇公共社区联合各级政府协调负责。2021年，阿列省科讷境内暂无污染企业。

### 治安
2021年，阿列省科讷市镇范围内共有1处宪兵队。
2024年，阿列省科讷市镇范围内累计记录各类案件36起，其中盗窃类案件10起，人身侵犯类案件9起，毒品交易类案件3起。

## 文化

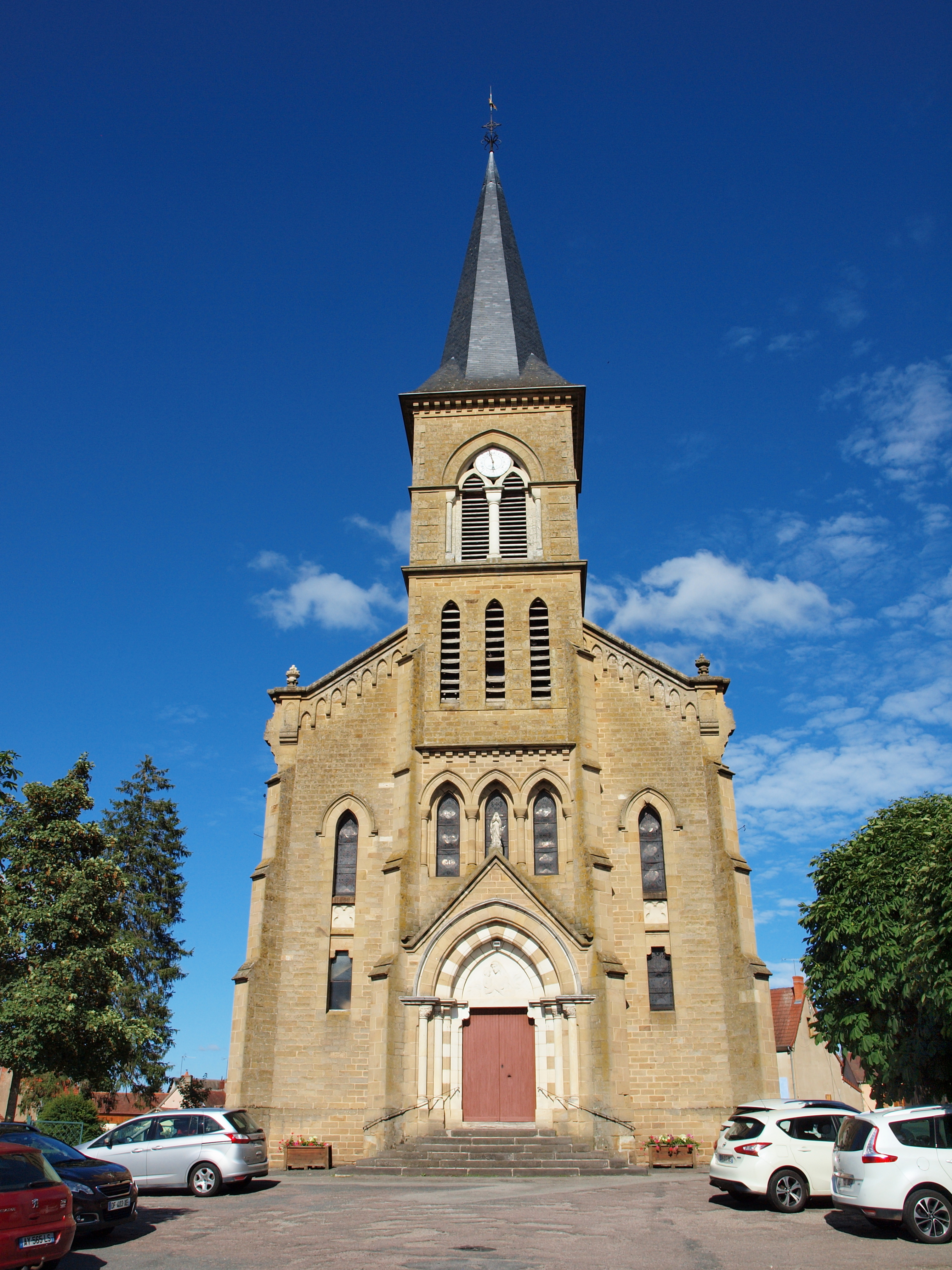
圣马丁教堂

2021年，阿列省科讷境内暂无任何文化设施。阿列省科讷境内建有多媒体中心（Médiathèque），除周日及法定节假日外全年向公众开放。

### 建筑
截至2025年6月，阿列省科讷境内暂无法国国家文物保护单位，当地镇中心的圣马丁教堂（Église Saint-Martin de Cosne-d'Allier）是一处地标性建筑物。

### 旅游
阿列省科讷的旅游事务由其所属的科芒特里-蒙马罗-内里市镇公共社区联合各级政府协调负责。2024年，阿列省科讷境内有1个露营地，可容纳共18辆露营车。

### 媒体
法国主要的媒体均可在阿列省科讷接收，法国电视三台下属的奥弗涅-罗讷-阿尔卑斯大区频道在部分时段播出阿列省科讷所在阿列省的地方新闻。《山地报》、Ici奥弗涅地区、震动广播、Scoop广播等是当地主要的地方性媒体。

## 相关人物
法国作家莫里斯·马莱雷出生于阿列省科讷。

## 友好城市
截至2025年6月，阿列省科讷共与两座城市建立了友好城市关系：
- 德国 阿姆特采尔
- 西班牙 莱斯普卢加卡尔瓦